# 深水田氏鯊
深水田氏鯊（學名：Deania profundorum），又名劍頭田氏鯊，為軟骨魚綱板鰓亞綱角鯊目刺鯊科的其中一種，是一種細少及所知甚少的深海鯊魚，屬於田氏鯊屬。

## 身體特徵
深水田氏鯊有極長及起角的吻，沒有臀鰭，第一背鰭細少，但後背鰭棘很長，皮膚上小齒呈草耙狀。第一背鰭很短，位於背上較前的位置。牠們是田氏鯊屬最細少的鯊魚，最長的只有76厘米。

## 分佈
深水田氏鯊分佈在近菲律賓的太平洋、美國加利福尼亞州對出的西大西洋、沿非洲東岸的東大西洋及南非對出的印度洋。

## 習性及棲息地
深水田氏鯊生活在水深300至1785米處，對牠的所知甚少。牠們是卵胎生的，每胎約只有5至7條幼鯊。牠吃硬骨魚、魷魚及甲殼類。